# Hanshin série 9300
La série Hanshin 9300 (はんしん9300けいでんしゃ, Hanshin 9300 Keidensha ou 阪神9300系電車) est une unique rame automotrice électrique (EMU), utilisée pour les services de banlieue et périurbains, dans le Keihanshin, exploitée par la compagnie Hanshin, et introduite en 2001. Elles servent sur les services Express de la ligne Hanshin.

## Histoire
Elle fut construite afin augmenter le ratio de sièges transversaux dans les trains express directs, et en même temps de remplacer la série vieillissante 3000 .Il s'agit du premier train express à disposer de sièges transversaux en 47 ans sur la ligne Hanshin, depuis la série 3011 en 1954. Trois  formations de six voitures furent construites chez Mukogawa Vehicle Industry.
De plus, avec la dissolution de Mukogawa Sharyo Kogyo en 2002 , la série 9300 est le dernier modèle de train Hanshin fabriqué par Mukogawa Sharyo .
Auparavant les services Express de la ligne Hanshin utilisaient (et utilisent toujours pour certains ) les série 9000 et 8000 toutes équipées de sièges longitudinaux. La concurrence par JR West utilisait des Série 221 et 223 sur la ligne JR parallèle, et la  Sanyo Electric Railway, qui circule en interconnexion sur la ligne Hanshin, des séries 5000 et 5030 ,qui sont toutes équipées de sièges transversaux. Il y a avait donc une image dégradée des services Express de Hanshin.
Lors de la création du service express direct limité (en 1998) Hanshin a du utiliser des modèles de trains plus anciens équipés d'une configuration de sièges pour de la desserte locale ,donc longitudinaux,car La serie 3011 (qui était prévue) était incapable de faire face à l'augmentation du nombre de passagers.

## Description

### Extérieure
La carrosserie est en acier ordinaire , mais les pièces telles que le toit, les poches de porte et les planchers inférieurs qui sont sujets à la corrosion sont en acier inoxydable. L'aspect extérieur est basé sur les séries Hanshin 8000 Type IV et 5500 , les performances et l'équipement à bord sont basés sur la série 9000. Le design avant, la couleur de la peinture et les sièges ont considérablement changé, mais restent basés sur le style "du véhicule Hanshin", établi depuis la fin des années 1980.
Tout en héritant du "code couleur Hanshin", le « rouge/orange pour les trains express », les couleurs de peinture choisies sont « Presto Orange » (presto: vite en italien) sur la partie supérieure et « Silky Beige » sur la partie inférieure, basé sur le diagramme de peinture de la série 5500.
Afin de garantir l'espacement des sièges , la largeur des portes a été modifiée de la norme Hanshin précédente de 1 400 mm à la norme de 1 300 mm. La conception de l'avant du véhicule présente une image plate et nette grâce à l'utilisation d'une méthode de collage pour fixer le pare-brise et les phares.
Chaque voiture est équipée de bloc climatiseur à distribution centrale (CU703) sur le toit . Un pantographe en losange à cadre inférieur est installé sur les deux motrice centrales. Des travaux de préparation à l'installation d'un second pantographe par voiture sont en cours.Des capots antichute ont été installés entre les voitures.

### Intérieure
Pour la première fois depuis la serie 3011, des sièges transversaux ont été adoptés comme sièges entre les portes des quatre motrices centrales. Étant donné que les guichets des gares terminales d'Umeda et de Sannomiya sont situés du côté des voitures de tête, les  voitures de tête avaient tous des sièges longitudinaux pour tenir compte des charges plus élevées . Dans la nouvelle série 8000, la voiture de tête était conservée avec un siège longitudinal pour la même raison .
Le matériau extérieur des sièges est constitué d' une moquette jacquard qui peut exprimer des motifs complexes La teinte des sièges sont brun doré, tandis que les sièges prioritaires sont gris. L'affichage du plan de lignes est sous forme d'un SISVE (similaire a celui de Paris) utilisé également dans les séries 5500 et 9000. Il a été amélioré de sorte que seuls les arrêts express directs limités soient clignotants. Un avertisseur sonore d'ouverture/fermeture de porte a également été installé, similaire aux séries 5500 et 9000.
La cabine du conducteur est du même type que les séries 5500 et 9000, mais la poignée de frein est pour la première fois de type horizontal.

### Caracteristiques techniques
Le bogie est le même bogie sans traversin de type monobras que la série 9000 ,de type SS-144B (pour les motrices) et SS -044B (pour les remorques).
Le moteur principal est équipé du même TDK-6146-A, de 130 kW, fabriqué par Toyo Denki Manufacturing ,pour la série 9000. Mais le dispositif de contrôle est le SVF047-A0 de Toshiba (3 300 V/1 200 A), qui est un dispositif de commande d'onduleur VVVF utilisant des éléments IGBT pour la première fois à Hanshin. De plus, l' onduleur statique d'alimentation auxiliaire (SIV) est un INV094-LO de 140 kVA et le compresseur d'air (CP) est un C-2000-ML .
À partir de 2013, le pantographe de type croisé à cadre inférieur (en losange) a été remplacé par un type à bras unique.
À partir de l'automne 2013 , une modification a été effectuée pour supprimer le SISVE pour des écrans LCD.

## Formation
Au 1er avril 2017, il y avait 18 voitures réparties dans trois trains de six voitures 
La composition de la formation est la même que celle des séries 8000 et 9000, avec une formation fixe de 6 voitures composée de deux demi-formations de 3 voitures reliées dos à dos : Remorque avec cabine (Tc) - Motrice (M') - Motrice (M). Le numéro de voiture impair est du côté d'Osaka.
|      | ←Osaka-Umeda Kobe Sannomiya→ |      |      |      |      |                   |
| Tc1  | M'                           | M    | M    | M'   | Tc2  |                   |
| 9501 | 9301                         | 9401 | 9402 | 9302 | 9502 | 3 Juin 2001       |
| 9503 | 9303                         | 9403 | 9404 | 9304 | 9504 | 13 Mars 2002      |
| 9505 | 9305                         | 9405 | 9406 | 9306 | 9506 | 24 septembre 2002 |

| 9304 |  | 9404 |  | 9504 |
| 9304 |  | 9404 |  | 9504 |